# Noorse ganzerik
Noorse ganzerik (Potentilla norvegica) is een eenjarige of meerjarige plant, die behoort tot de rozenfamilie (Rosaceae).

## Kenmerken
Noorse ganzerik is 15 tot 50 cm hoog, de bladeren zijn drietallig (aan de voet van de plant soms vijftallig). De plant is afstaand ruw behaard. De stengel is rechtopstaand, gaffelvormig vertakt en rijkbloemig. De plant bloeit van juni tot de herfst, de bloemen zijn tweeslachtig en geel van kleur. Het zaad is een nootje.
De plant heeft een voorkeur voor droge tot vrij vochtige, stikstofrijke en kalkarme grond. Hij groeit onder meer op industrieterreinen, langs spoorwegen en in bermen.

## Verspreiding
De soort komt voor in de gematigde en koudere streken van het noordelijk halfrond. Eind 19de eeuw is de plant voor het eerst waargenomen in Nederland. De soort staat op de Nederlandse Rode lijst van planten als zeldzaam en stabiel of in aantal toegenomen. Er zijn twee ondersoorten. Potentilla norvegica subsp. hirsuta is de gebruikelijke in de Benelux. Potentilla norvegica subsp. norvegica is daar incidenteel als adventief gevonden.